# Stanisław Mastalski
Stanisław Mastalski (ur. 6 kwietnia 1898 w Podgórzu k. Krakowa , zm. 19 maja 1980 we Wrocławiu ) – major piechoty Wojska Polskiego.

## Życiorys
Urodził się w rodzinie Jana i Walerii z Niezabitowskich .
6 sierpnia 1914 wstąpił do Legionów Polskich (3 pułk piechoty). 29 października 1914 brał udział w bitwie pod Mołotkowem; odniesione rany uniemożliwiły mu dalszą walkę na froncie. W 1915 ponownie wstąpił do 3 pp, w którego szeregach brał udział w wojnie polsko-bolszewickiej.
12 marca 1933 został mianowany majorem ze starszeństwem z 1 stycznia 1933 i 11. lokatą w korpusie oficerów piechoty. W maju tego roku został przeniesiony z 60 Pułku Piechoty Wielkopolskiej w Ostrowie Wielkopolskim do 56 Pułku Piechoty Wielkopolskiej w Krotoszynie na stanowisko dowódcy batalionu. W sierpniu 1935 został przesunięty na stanowisko kwatermistrza 56 pp. W marcu 1939 pełnił służbę w 84 Pułku Piechoty w Pińsku na stanowisku dowódcy III batalionu.
Od 25 września był dowódcą 84 pp. Brał udział w obronie Modlina, a po jej kapitulacji przebywał w niewoli niemieckiej w obozie przejściowym w Działdowie. Został oswobodzony w 1945. Po wojnie pracował jako urzędnik.
Zmarł 19 maja 1980 we Wrocławiu. Został pochowany 22 maja 1980 na Cmentarzu Grabiszyńskim (pole 4-10-393A).

## Ordery i odznaczenia
- Krzyż Srebrny Orderu Wojskowego Virtuti Militari
- Krzyż Niepodległości (12 maja 1931)[7]
- Krzyż Kawalerski Orderu Odrodzenia Polski
- Krzyż Walecznych (dwukrotnie)[8]
- Złoty Krzyż Zasługi[8]
- Srebrny Krzyż Zasługi (18 marca 1932)[9]
- Medal Pamiątkowy za Wojnę 1918–1921[1]
- Medal Dziesięciolecia Odzyskanej Niepodległości[1]